# Simon Ignatius Pimenta
Simon Ignatius Pimenta, né le 1er mars 1920 à Marol en Inde et mort à Mumbai (anciennement Bombay) le 19 juillet 2013, est un  cardinal indien, archevêque  de Bombay de 1978 à 1996.

## Biographie

### Prêtre
Après avoir obtenu une licence en pédagogie et en mathématique, Simon Ignatius Pimenta est entré au séminaire diocésain et a été ordonné prêtre le 21 décembre 1949  pour le diocèse de Bombay.
En 1954, il a obtenu un doctorat en droit canon à l'Université pontificale urbanienne à Rome.
De retour dans son diocèse il a assumé diverses fonctions : prêtre en paroisse, secrétaire de l'archevêque, vice-chancelier, professeur de liturgie, vicaire épiscopal et recteur du grand séminaire.

### Évêque
Nommé évêque auxiliaire de Bombay le 5 juin 1971, il est consacré le 29 juin suivant par le cardinal Valerian Gracias.
Le 26 février 1977, il est nommé coadjuteur de ce même archidiocèse et en devient l'archevêque titulaire le 11 septembre 1978.
Il se retire pour raison d'âge le 8 novembre 1996, remplacé par le cardinal Ivan Dias.
Il préside la Conférence des évêques catholiques d'Inde (multi-rituelle) pendant trois mandats, de 1982 à 1988.

### Cardinal
Il est créé cardinal par le pape Jean-Paul II lors du consistoire du 28 juin 1988 avec le titre de cardinal-prêtre de S. Maria “Regina Mundi” a Torre Spaccata. Il ne participe pas aux conclaves de 2005 et 2013 ayant dépassé les 80 ans.